# Estrela Velha
Estrela Velha là một đô thị thuộc bang Rio Grande do Sul, Brasil. Đô thị này có diện tích 281,668 km², dân số năm 2007 là 3659 người, mật độ 12,99 người/km².